# Théhillac
Théhillac (tiếng Breton: Tehelieg) là một xã ở tỉnh Morbihan trong vùng Bretagne tây bắc Pháp. Xã này có diện tích 14,46 km², dân số năm 1999 là 512 người. Khu vực này có độ cao từ 1-62 mét trên mực nước biển.
Cư dân của Théhillac danh xưng trong tiếng Pháp là Théhillacois.